# Searsia engleri
Searsia engleri är en sumakväxtart som först beskrevs av James Britten, och fick sitt nu gällande namn av Moffett. Searsia engleri ingår i släktet Searsia och familjen sumakväxter. Inga underarter finns listade i Catalogue of Life.